# José Luis Martínez (athlétisme)
Pour les articles homonymes, voir José Luis Martinez et Martinez.
José Luis Martinez (25 août 1970 - 29 janvier 2005) est un athlète espagnol, spécialiste du lancer du poids.
Triple champion d'Espagne de sa discipline, son record personnel s'établit de 19,31 mètres (1995), deuxième meilleure performance espagnole.
Il meurt subitement à son domicile à 34 ans.